# Andinsk negrito
Andinsk negrito (Lessonia oreas) är en fågel i familjen tyranner inom ordningen tättingar.

## Utseende
Andinsk negrito är en mycket liten tyrann med karakteristisk fjäderdräkt. Hanen är svart med rostfärgad rygg, medan honan är mörkt sotbrun med mattare rostrött på ryggen. I flykten syns vitaktiga stråk i vingarna hos båda könen.

## Utbredning och systematik
Fågeln förekommer i Sydamerika i Anderna från Peru (Huánuco) till norra Chile och nordvästra Argentina. Den behandlas som monotypisk, det vill säga att den inte delas in i några underarter.

## Levnadssätt
Andinsk negrito är lokalt en ganska vanlig fågel i öppna miljöer högt uppe i Anderna, framför allt på myrar och sjöstränder. Den födosöker genom att hoppa fram på marken, men sitter också gärna på utkiksplatser som staketstolpar.

## Status
Arten har ett stort utbredningsområde och beståndet anses vara stabilt. Internationella naturvårdsunionen IUCN listar den därför som livskraftig (LC).